# Biesseltsebaan
De Biesseltsebaan of Bisseltsebaan is een weg die het zuiden van het Rijk van Nijmegen doorkruist. De weg is vernoemd naar de buurtschap Bisselt (of Biesselt).
De weg valt bestuurlijk onder Groesbeek in de Nederlandse gemeente Berg en Dal, maar loopt niet door bebouwde kom.
De officiële naam is in 2016 (voor Berg en Dal) gewijzigd van Biesseltsebaan in Bisseltsebaan.

## Route
De Biesseltsebaan begint meteen ten zuidoosten van Nijmegen, als een zijweg van de Sionsweg. Vanuit daar loopt de weg door het natuurgebied Heumensoord en het Groesbeekse Bos een heel eind in zuidelijke richting. De weg snijdt onder meer het kruispunt Heumensebaan-Rijlaan en zuidelijker het kruispunt Groesbeekseweg-Mooksebaan nabij Mook. Op deze laatste kruising ligt ook herberg en restaurant 't Zwaantje. 
De Biesseltsebaan komt ten slotte uit op de Mookerheide, aan de grens met de provincie Limburg.
In 2017 is het fietspadgedeelte vernieuwd.

## Monumenten
Aan de Biesseltsebaan 30 staat een steen op een sokkel, die in 1926 gemaakt door de Rotterdamse natuursteenhandelaar P.J.M. van Stokkum. Dit is een gemeentelijk monument. 
Aan de Biesseltsebaan ligt ook Boskapel de Biesselt.